# РТ-М-160
РТ-М-160 — марка колёсного трактора, выпускавшийся Уралвагонзаводом с 2004 по 2009 год на основе конструкции трактора ЛТЗ-155, созданного на Липецком тракторном заводе. Предназначен для работ общего назначения, а также для возделывания и уборки сахарной свеклы, торфа, овощей, картофеля и высокостебельных пропашных культур в составе широкозахватных, однооперационных и комбинированных агрегатов, навешанных сзади и спереди, с размещением на тракторе емкостей для семян, удобрений и гербицидов, выполнения пахоты навесными, в том числе оборотными плугами различных почв на глубину до 30 см, сплошной культивации, посева, уборки зерновых и др. культур, а также транспортных и других работ общего назначения . РТ-М-160  может работать с большинством сельхозмашин, предназначенных для тракторов 1, 2 и 3 классов, а также с высокопроизводительными комплексами европейского и американского производства. 
Трактор производится в двух вариантах:
- РТ-М-160У — с неуправляемыми задними колесами.
- РТ-М-160 — с управляемыми задними колесами.

РТ-М-160 выпускался с 2004 по 2009 год и пользовался спросом в Свердловской области, Удмуртии, а также поставляется на экспорт в Болгарию. Трактор изготовлен по российским технологиям и из российских комплектующих, получил признание на Международном салоне изобретений, новой техники и продукции в Женеве, Швейцария. Делегация заводчан привезла в Нижний Тагил серебряную медаль с этого престижного мирового форума . Тракторы РТ-М-160 Уралвагонзавода  на Международной сельскохозяйственной выставке "Золотая нива - 2011" . На VI Международной выставке «Оборона и защита-2012», Уралвагонзавод представил очередную новинку – трактор РТ-М-160У с навесным лесопожарным оборудованием .

## Модификации
- Трактор с фронтальным погрузчиком РТ-М-160У
- Трактор специальный для перемещения вагонов ТМВ-1
- Трактор специальный сварочный РТ-М-160С1
- Трактор специальный коммунальный РТ-М-160К
- Трактор тягач РТ-М-160 (буксировочный)
- Трактор специальный РТ-М-160У лесопожарный